# Rodolphe Collinus
Rodolphe Collinus, de son vrai nom Rudolf Ambühl, né en 1499 à Gundolingen dans le canton de Lucerne et mort le 9 mars 1578 à Zurich, est un prédicateur anabaptiste suisse, proche d'Ulrich Zwingli.
Le suffixe Bühl (pour Hügel) signifie « colline », d'où la forme latinisée de son nom. Il se faisait aussi parfois appeler Clivanus (du lat. signifiant déclive).

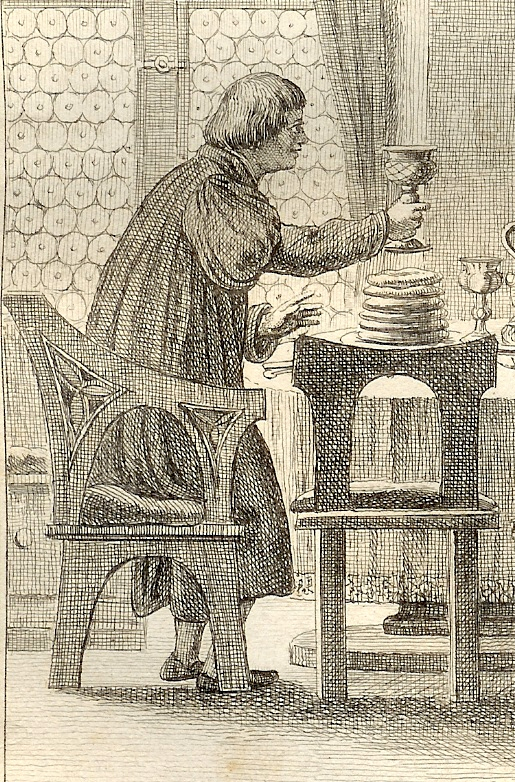
Rodolphe Collinus, gravure apocryphe de 1797

## Biographie
Après des classes de latin à Beromünster et Lucerne, il étudia à Bâle, Vienne et Milan avant de devenir précepteur de l’abbaye Saint-Urbain. En 1524 il s'établit à Zürich, pour y participer à la Réforme, et y apprit la corderie pour gagner sa vie. D'emblée il rallia le mouvement radical des anabaptistes de Waldshut dirigés par Balthasar Hubmaier et prit part à la campagne de reconquête manquée du duc Ulrich VI de Wurtemberg. En 1526, Zwingli le nomma Professeur de Grec au Carolinum. Il participa à la controverse de Berne de 1528 ainsi qu'au colloque de Marbourg de 1529. Il traduisit en latin les tragédies d'Euripide et les discours de Démosthène, et composa une autobiographie.

## Sources
- Hans Ulrich Bächtold, « Ambühl, Rudolf » dans le Dictionnaire historique de la Suisse en ligne, version du 17 juillet 2001.
- (de) Autobiographie